# Baltadji Mehmed Paixà
Baltacı Mehmed Paixà Teberdar fou un gran visir otomà (1704-1706 i 1710-1711). Nadiu d'Osmancık, Çorum, de família turca, va néixer en data desconeguda al segle xvii.
Va exercir diversos càrrecs i va anar ascendint a la jerarquia i el gran visir Kalaylıkoz Hacı Ahmed Paşa el va elevar a visir el 6 de setembre de 1704, i fou nomenat gran visir el 26 de desembre següent. Es va fer imprescindible al sultà jugant amb la por d'aquest a ser deposat, i va agafar en mans els afers financers enviant a l'exili a Cos a Huseyn Pasha al que va acusar falsament de tramar un complot; era manifestament incompetent per afers econòmics però el sultà el va mantenir fins que el 3 de maig de 1706 va decidir nomenar al seu rival Çorlulu Damat Ali Pasha, més competent, i fou enviat a un exili honorable com beglerbegi d'Erzurum, passant a Quios el 1707 i mesos després a Alep.
Fou cridat altre cop al gran visirat el 10 d'agost de 1710 i va prendre possessió el 27 de setembre. El partit de la guerra, que tenia el suport de Carles XII de Suècia (refugiat a l'imperi) i del kan de Crimea Devlet II Giray (segon regnat 1709-1713) que el 1710 havia arribat a Istanbul per predicar la guerra contra el tsar Pere el Gran de Rússia, es va imposar, i el 21 de novembre de 1710 es va declarar la guerra. La Campanya del Pruth es va iniciar la primavera següent, i els dos exèrcits es van trobar a Khan Tepesi (Stalinesti), a la riba del Pruth, a Moldàvia, el 20 de juliol. Els otomans reforçats amb tàtars, cosacs i polonesos (total 120.000 homes i 400 canons) eren superiors als russos (40.000 homes a peu, 14.000 a cavall, i 122 canons) que a més anaven curts de queviures, ja que el príncep de Moldàvia Demetri Cantemir (1673-1723), que els havia de subministrar en virtut d'un tractat secret, no va poder complir per les males collites ocasionades per una sequera i una plaga de llagosta. Les forces russes van ser assetjades i el tsar Pere, que estava amb l'exèrcit, comprenent que serien aniquilades, va demanar un armistici i la pau. El gran visir va acceptar les propostes russes fàcilment, es diu que per la intervenció afectuosa de la tsarina Catalina, i els russos només van haver de cedir Azov (Azak), desmantel·lar les fortaleses de Taganrog i Kamenny Zaton (al Dnièper) i evacuar Polònia, amb algunes condicions menors (alliberament de presoners, lliure pas pel rei de Suècia). Els russos es van poder retirar indemnes. La pau preliminar fou signada a tota presa el 23 de juliol de 1711, tot i les protestes del kan de Crimea i del representant del rei Carles XII (el general polonès Stanislas Poniatowski).
Les negociacions per l'execució de la pau es van prolongar i el gran visir va demorar la tornada, causant el recel del sultà que a mesura que passava el temps no veia els beneficis de la pau després de la victòria, i quan va tornar finalment el novembre de 1711 va rebre orde d'entregar el segell de gran visir (20 de novembre), i fou desterrat a Lesbos i després a Lemnos. Els seus béns foren confiscats i dos col·laboradors propers foren condemnats a mort i el mateix va salvar la vida per la intervenció de la Walida Sultan (la Reina mare)
Va morir a Lemnos després d'una curta malaltia incurable, el 1712.